# Klorambucil
Klorambucíl je alkilirajoči citostatik za zdravljenje kronične limfocitne levkemije. Gre za derivat dušikovega iperita. Daje se peroralno.
V preteklosti se je klorambucil uporabljal tudi za zdravljenje nekaterih oblik Ne-Hodgkinovih limfomov, Waldenströmove makroglobulinemije, prave policitemije, trofoblastnih neoplazem in raka jajčnikov. Uporabljal se je tudi kot imunosupresiv pri avtoimunih boleznih in vnetjih (npr. pri nefrotičnem sindromu). V večji meri ga je nadomestil fludarabin.

## Neželeni učinki
Najpogostejši neželeni učinek je zaviranje delovanja kostnega mozga in s tem pojav slabokrvnosti, nevtropenije in trombocitopenije. Po prenehanju terapije so ti učinki običajno povratni. Kot drugi alkilirajoči citostatiki (npr. ciklofosfamid, melfalan) poveča tudi klorambucil tveganje za nastanek drugih vrst rakov.
Manj pogosti neželeni učinki:
- motnje prebavil (slabost, bruhanje, driska, razjede v ustih),
- osrednje živčevje: krči, tresenje, trzanje mišic, zmedenost, razdražljivost, halucinacije, ataksija,
- spremembe na koži,
- hepatotoksičnost,
- neplodnost.